# Ilse Behl
Ilse Behl (* 1937 in Bad Salzhausen) ist eine deutsche Schriftstellerin.

## Leben
Ilse Behl wuchs in Salzhausen auf und absolvierte zunächst eine Ausbildung in der ländlichen Hauswirtschaft, um auf dem elterlichen Hof zu arbeiten. Nach einem Studium an der Pädagogischen Hochschule Niedersachsen war sie anschließend als Grund- und Hauptschullehrerin tätig. Ab 1980 arbeitete Behl als pädagogische Mitarbeiterin im kirchlichen Dienst. Zu diesem Zeitpunkt begann sie, schriftstellerisch tätig zu werden, ein Jahr später erschien ihr erster Roman.
Ihr Werk umfasst Jugendromane, Erzählungen, Lyrik, Essays und Texte zur modernen Kunst. Daneben arbeitet sie für Zeitungen und hält Lesungen. Sie ist zudem im Friedrich-Bödecker-Kreis aktiv.
Ilse Behl ist verheiratet und hat zwei Kinder. Sie lebt in Kiel.

## Auszeichnungen
- 1987: Hans-im-Glück-Preis für den Jugendroman Der Spätzünder oder: Pappkameraden
- 1990: Friedrich-Hebbel-Preis

## Werke
- Es ist ein Weg oder der Mittelpunkt der Welt. Roman. Jugend und Volk Verlag, Wien 1981
- Engel. Lyrikzyklus. Edition Euterpe, Kiel 1984. Neuauflage Husum Verlag 2003
- Zeit für Undine oder: der Schweiger. Roman. Anrich Verlag, Kevelaer 1985
- Der Spätzünder oder: Pappkameraden. Roman. Anrich Verlag, Kevelaer 1987
- Das Honigmesser. Erzählungen. Anrich Verlag, Kevelaer 1988
- Texte zum Katalog der Künstlerin Heidrun Borgwardt. Kiel 1988
- Flitze Natter. Roman. Anrich Verlag, Kevelaer 1992. Neuauflage Buch & Media, München 2003
- Was Du wahrnimmst nimmt Dich wahr. Katalog zu Arbeiten der Künstlerin Ilse Ament, 1992
- Gewitterluft. Roman, Anrich Verlag, Kevelaer 1995. Neuauflage Buch & Media, München 2004
- Engelsverkündigung. Programm des 4. Adventssonntags zur 750 Jahresfeier der Nikolaikirche Kiel, 1991
- Schneewittchens Spiegel. Roman. Agimos Verlag, Kiel 1999
- Ich grenz noch an ein Wort... Essay. BS Verlag, Rostock 2001
- Essay zum Verhältnis Literatur und Frieden. BS Verlag, Rostock 2001
- Schattenmensch oder ein Haus im Widerstand. Roman. BS Verlag, Rostock 2002
- Goethe mein Fallstrick. Erzählungen. BS Verlag, Rostock 2004
- Die Spielzeugpistole. Roman. BS Verlag, Rostock 2005
- Das Bett im Heckenzimmer, Roman. BS Verlag, Rostock 2007
- Ich bin dir auf der Spur. Roman. Allitera Verlag, München 2009
- Mein Traumschiff. Roman. Abentheuer Verlag, Berlin 2012
- Eine Jacke wie Feuer. Roman. Abentheuer Verlag, Berlin 2013